# Маргарета II (Фландрия)
Маргарета II, наричана Константинополска или Черната (на френски: Marguerite II de Flandre, Marguerite de Hainaut, Marguerite de Constantinople, dite la Noire; * 2 юни 1202, † 10 февруари 1280) е от 1244 до 1278 г. графиня на Фландрия и от 1244 до 1246 г. и от 1257 до 1278 г. графиня на Хенегау.

## Произход и детство
Тя е втората дъщеря на Балдуин I (1171 – 1205), император на Константинопол, граф на Фландрия и Хенегау, и съпругата му Мария Шампанска (1174 – 1204), дъщеря на граф Хайнрих I (1126 – 1181) от Шампан (Дом Блоа) и Мария Френска (1145 – 1198), дъщеря на френския крал Луи VII.
Маргарета и нейната по-голяма сестра Жана остават със смъртта на майка им през 1204 г. и смъртта на баща си през 1205 г. пълни сираци и растат под опекунството на чичо им маркграф Филип от Намюр.

## Бракове
Маргарета се омъжва през 1212 г. за Буркхард от Авен (1182 – 1244), благородник от Хенегау от Дом Авен. По-голямата и сестра Жана, графиня на Фландрия и Ено осъжда този брак, считайки го за недопустим, доколкото Бушар е още момче, посветено на служба на бога и е посветен за протодякон. Папа Инокентий III признава този брак през 1216 година за недействителен, но формално не е разтрогнат, а съпрузите продължават да живеят заедно. От този брак се раждат трима сина.
През 1219 година Буркхард от Авен е заключен в затвор, от който го освобождават през 1221 година под условие, че ще изостави жена си Маргарета и ще се отправи в Рим за опрощаване на греховете. Докато той е в Рим, Маргарета, по настояване на сестра си, през 1223 година се омъжва за Гийом II дьо Дампиер (1196 – 1231), сеньор Дампиер, основател на фламския клон на род Дом Дампиер. Този брак предизвиква скандал, доколкото първия брак още не е разтрогнат. Конфликтът, възниква впоследствие между династиите Дампиер и Авен, не утихва няколко десетилетия. Авен заявяват за своето право на първородство, а Дампиер не признават наследниците на своите едноутробни братя, назовавайки ги незаконородени.

## Смъртта на графиня Жана и борба за наследство
На 5 декември 1244 година умира бездетната графиня Жана (нейната единствена дъщеря, Мария, умира през 1236 година), след това Фландрия и Ено преминават към Маргарита. Но практически веднага възниква спор за наследство между децата на Маргарита.
Още през 1235 година кралят на Франция Луи IX примирява Маргарита и Йохан I, най-големият от нейните синове от първия брак, предопределяйки неравни делове от наследството: Авен получават две седми, а Дампиер – пет седми. Но подялбата се усложнява от това, че част от наследството се намира във Франция (Графство Фландрия), а част – в империята (Графство Ено (Хенегау)). През 1245 година император Фридрих II предоставя на Маргарита още и Маркграфство Намюр, но то се намира в залог у френския крал за големия заем, който кралят предоставя на императора на Константинопол, Балдуин II.
През 1246 година в навечерието на кръстоносния поход Луи IX и папския легат Ед де Шаторо примиряват страните, като предоставят Ено на Авен, а Фландрия – Дампиер. Маргарита присвоява титула граф на Фландрия на своя син Ги I. Граф Ено става Йохан I.
На 19 май 1250 г. Ги I Дампиер подписва с Йохан I съглашение по повод Графство Намюр, което през 1249 година Маргарита отстъпва на Йохан I. В същата година Римската курия признава накрая законните права на Авен. Но на 6 юни 1251 година на турнир група рицари убиват Ги. За убийството са обвинени Авен, след това конфликтът се възобновява отново.
Маргарита носи титула графиня на Фландрия до 29 декември 1278 година, когато се отрича от него в полза на Ги I Дампиер.

## Деца
От Буркхард от Авен има децата:
- Балдуин (* 1217, † 1219)
- Йохан I (* 1218, † 1257), 1246 граф на Хенегау
- Балдуин (* 1219 † 1295), господар на Бомон

От Гийом II дьо Дампиер има децата:
- Жана дьо Дампиер (* 1224, † 1246)
  - ∞ за граф Хуго III от Ретел?
  - ∞ за граф Теобалд II от Бар
- Гийом III (* 1225, † 1251), господар на Дампиер, и като Вилхелм II граф на Фландрия и Хенегау
- Ги I (* 1226, † 1304), граф на Фландрия и маркграф на Намюр
- Жан I (* 1228, † 1257), господар на Дампиер
- Мария (* 1230, † 1302), абатиса на Флин